# Кобаяси, Рюити
Рюити Кобаяси (яп. 小林 竜一 Кобаяси Рю:ити, 23 ноября 1976, Тоттори) — японский бобслеист, разгоняющий, выступает за сборную Японии с 2004 года. Участник двух зимних Олимпийских игр, неоднократный победитель и призёр национальных первенств, различных этапов Кубка Европы и Северной Америки.

## Биография
Рюити Кобаяси родился 23 ноября 1976 года в городе Тоттори одноимённой префектуры. Активно заниматься бобслеем начал в возрасте двадцати четырёх лет, в 2004 году в качестве разгоняющего прошёл отбор в национальную сборную и стал ездить на крупные международные старты, порой показывая довольно неплохой результат. Тогда же дебютировал в Кубке мира, на ноябрьском этапе в немецком Винтерберге был тридцать третьим с двойкой и двадцать восьмым с четвёркой. Благодаря череде удачных выступлений удостоился права защищать честь страны на зимних Олимпийских играх 2006 года в Турине, где в паре с пилотом Сугуру Киёкавой занял в зачёте двухместных экипажей двадцать седьмое место.
Далее в карьере Кобаяси наступил некоторый спад, из-за высокой конкуренции спортсмен вынужден был выступать на менее значимых второстепенных соревнованиях вроде Кубков Европы и Северной Америки, однако был здесь весьма успешен. Например, на этапе североамериканского кубка в Лейк-Плэсиде завоевал свою первую медаль международного значения, бронзовую в четвёрках, при этом в остальных случаях почти всегда оказывался в десятке сильнейших. На чемпионате мира 2008 года в немецком Альтенберге участвовал в программе двоек, разместившись на двадцать второй позиции. Год спустя на этапах Кубка Америки в Лейк-Плэсиде добавил в послужной список ещё одну бронзу и серебро, тогда как на мировом первенстве на той же трассе был двадцать восьмым с двухместным экипажем и девятнадцатым с четырёхместным. В 2010 году ездил на Олимпийские игры в Ванкувер, где, находясь в составе экипажа опытного пилота Хироси Судзуки, финишировал в обеих дисциплинах двадцать первым, как в двойках, так и четвёрках. Позже принимал участие в заездах чемпионата мира в немецком Кёнигсзее, с четвёркой пришёл к финишу двадцать пятым. В сезоне 2012/13 остаётся ведущим разгоняющим японской национальной команды, хотя на крупнейшие старты попадает далеко не всегда.